# ディショーン・スティーブンス
ディショーン・スティーブンス（DeShawn Stephens、1989年10月9日 - ）は、アメリカ合衆国のバスケットボール選手である。身長206cm、体重102kgで、ポジションはフォワード。
サンディエゴ州立大学を卒業した2013年にbjリーグの浜松・東三河フェニックスと契約し、プロ選手となる。bjリーグの秋田ノーザンハピネッツに所属していた2014-15シーズンにはbjリーグオールスターゲームのダンクコンテストに優勝した。

## 来歴
カリフォルニア州ロサンゼルス出身。サンタモニカカレッジから2011年にNCAA1部・マウンテン・ウェスト・カンファレンスのサンディエゴ州立大学に編入し、在学中の2シーズンで計68試合に出場。うち2011-12シーズンにはカンファレンスファイナルまで進み、2012-13シーズンは1試合平均9.1得点、5.1リバウンドを挙げ、チームはカンファレンスセミファイナルまで進んだ。
大学卒業後の2013年、bjリーグの浜松・東三河フェニックスと契約。プロ選手となった。
2013-14シーズン、浜松では27試合に出場し1試合平均9.1得点、6.0リバウンドを記録した。しかしシーズン途中の2014年2月4日、浜松はスティーブンスとの選手契約を解除。スティーブンスは翌々日、bjリーグの秋田ノーザンハピネッツと契約した。秋田では20試合に出場し12.5得点、7.8リバウンドを挙げた。このシーズン、秋田は初めてファイナルに進出したが、琉球ゴールデンキングスの前に敗れた。
2014-15シーズンも秋田と契約したスティーブンスはレギュラーシーズン47試合に出場し、1試合平均14.3得点、8.8リバウンドを挙げた。また、bjリーグオールスターゲームのダンクコンテストでは、同僚の田口成浩や観客ら5人をゴール手前に並べ、それを飛び越えるダンクに挑戦し、失敗したものの跳躍力が評価され、優勝を手にした。秋田はこのシーズンもファイナルまで進出し、浜松・東三河フェニックスを相手にスティーブンスは30得点を挙げたもののチームは敗れ、2シーズン連続で優勝を逃した。
2015-16シーズンはトルコのトップリーグであるBSLのバンビット・バスケットボールクラブと契約し、レギュラーシーズン4試合で平均1.3得点、1.8リバウンド。またユーロリーグの5試合にも出場し平均4.2得点、3.0リバウンドであった。その後、スティーブンスはトルコ2部リーグに相当するTBLのバンドゥルマ・クルムズに移り、7試合に出場。1試合平均15.3得点、10.1のリバウンド、1.3ブロックを記録した。
2016年1月4日、スティーブンスはフランスの1部リーグに相当するリーグ・ナショナル・バスケットボールPro Aのシャンパーニュ・シャロン・ランス・バスケットと契約し、19試合に出場。平均8.9得点、3.8リバウンドの記録を残した。
2016年7月25日、古巣秋田がスティーブンスとの契約合意を発表し、スティーブンスは1シーズンぶりに秋田に戻ることになった。秋田では41試合に出場し、1試合平均10.3得点、7.2リバウンドの成績を残したが、シーズン途中の2017年2月28日に解雇された。3月9日にスティーブンスはロサンゼルス・ディーフェンダーズに加入した。
2017-2018シーズン以降はヨーロッパ各国でプレーしている。
2020年7月11日、バスケット・リーガエンとBCLに所属するバッケン・ベアーズへの加入が発表された。BCLでは6試合に出場し、1試合平均25.3分の出場で、15.2得点、7.8リバウンド、1.5ブロック、1.3アシスト、フリースロー成功率50.パーセントという成績を残した。
2021年6月11日、ABAリーグとBCLに所属するKKイゴケアへの加入が発表された。ABAリーグでは26試合に出場し、1試合平均22.4分の出場で、9.5得点、5.3リバウンド、1.3アシスト、フリースロー成功率44.6パーセント、BCLでは8試合に出場し、1試合平均25.4分の出場で、12.4得点、7.5リバウンド、フリースロー成功率47.6パーセントという成績を残した。
2022年11月11日、LBAとBCLに所属するディナモ・サッサリとの契約が発表された。
2024年8月19日、ユーロカップとリーガ・ナツィオナーラに所属するU-BT クルジュナポカへの加入が発表された。

## 個人成績
| シーズン | チーム                 | GP | GS | MPG  | FG%  | 3P%  | FT%  | RPG   | APG  | SPG  | BPG  | TO   | PPG   |
| -------- | ---------------------- | -- | -- | ---- | ---- | ---- | ---- | ----- | ---- | ---- | ---- | ---- | ----- |
| 2013-14  | 浜松                   | 27 | 19 | 21.0 | 49.0 | 18.5 | 57.7 | 6.0   | 1.3  | 1.1  | 0.4  | 1.7  | 9.1   |
| 2013-14  | 秋田                   | 20 | 4  | 23.5 | 67.7 | 0.0  | 40.0 | 7.8   | 1.4  | 0.5  | 0.5  | 1.8  | 12.5  |
| 2014-15  | 秋田                   | 47 | 16 | 24.7 | 58.5 | 33.3 | 62.6 | 8.8   | 1.6  | 0.9  | 0.6  | 1.4  | 14.3  |
| 2015-16  | Banvit(リーグ戦)       | 4  | 0  | 6.8  | 22.2 | -    | 50.0 | 1.75  | 0.25 | 0.25 | 0.25 | 0    | 1.25  |
| 2015-16  | Banvit（ユーロカップ） | 5  | 0  | 8.2  | 64.3 | -    | 60.0 | 3.0   | 0.2  | 0    | 0    | 0.4  | 4.2   |
| 2015-16  | Bandirma Kirmizi       | 7  | 7  | 34.3 | 51.2 | 33.3 | 48.0 | 10.14 | 1.43 | 1.43 | 1.29 | 2.43 | 15.29 |
| 2015-16  | Chalons-Reims          | 19 | 13 | 21.6 | 54.5 | 16.7 | 55.8 | 3.84  | 0.84 | 0.53 | 0.16 | 1.37 | 8.95  |
| 2016-17  | 秋田                   | 41 | 10 | 20.9 | 58.1 | 30.0 | 52.9 | 7.2   | 0.7  | 0.7  | 0.5  | 1.3  | 10.3  |
| 2016-17  | LAD                    |    |    |      |      |      |      |       |      |      |      |      |       |